# Lancaster Park
Der Lancaster Park war ein Rugby-Union-Stadion mit Leichtathletikanlage im Stadtteil Waltham der neuseeländischen Stadt Christchurch. Es bot Platz für 43.000 Zuschauer und war Austragungsort zahlreicher Sportarten wie Rugby Union, Rugby League, Cricket, Fußball und Leichtathletik. Die Hauptnutzer der Anlage waren die Rugby-Union-Mannschaft der Crusaders und die Canterbury Rugby Football Union.

## Geschichte
Die Eröffnung erfolgte am 15. Oktober 1881 anlässlich einer Leichtathletik-Veranstaltung. Bis 1889 fanden hier auch Pferderennen statt. 1957 wurde der Erddamm vergrößert, was eine Kapazitätserhöhung auf 33.000 Zuschauer ermöglichte. Nach der Errichtung zweier zusätzlicher Tribünen im Jahr 1965 fanden 38.500 Zuschauer Platz. 2000 wurde die Sportstätte umgebaut, der Erddamm und eine Stehplatztribüne wichen zwei neuen Sitzplatztribünen. Im Hinblick auf die Rugby-Union-Weltmeisterschaft 2011 sollte die Kapazität auf 43.000 Zuschauer erhöht werden. Am 20. Januar 2011 wurde das Stadium mit aufgestockter Kapazität durch den Premierminister Neuseelands John Key eröffnet, nur um wenig mehr als einen Monat später durch das Christchurch-Erdbeben vom 22. Februar 2011 stark beschädigt zu werden. Die beiden Haupttribünen sind um bis zu 40 cm abgesackt. Eine weitere Tribüne erlitt so starke Beschädigungen, dass ein Abriss empfohlen wurde. Das Organisationskomitee der Rugby-Union-Weltmeisterschaft 2011 gab in Folge am 16. März bekannt, dass in Christchurch, der zweitgrößten Stadt des Landes, keine Spiele stattfinden. Ursprünglich waren dort fünf Vorrundenspiele und zwei Viertelfinals vorgesehen.
Der Abriss der Sportstätte begann 2012 und wurde im Jahr 2019 abgeschlossen.

### Neubau
Als Ersatz für den Lancaster Park wurde 2020 die Canterbury Multi-Use Arena / Te Kaha (CMUA) beschlossen. Für 473 Mio. NZD (rd. 282 Mio. €) sollte von Anfang 2022 bis Ende 2024 die neue Veranstaltungsstätte mit 25.000 Sitzplätzen entstehen. Für den Entwurf wurde 2021 das Architekturbüro Populous ausgewählt. Im Juni 2022 wurde bekannt, dass die Kosten für das überdachte Stadion mit 30.000 Sitzplätzen auf 683 Mio. NZD (etwa 407 Mio. Euro) gestiegen sind.

## Nutzung
Generell war das Stadion wichtige Austragungsstätte für die neuseeländische Rugby-Union-Nationalmannschaft und Cricket-Nationalmannschaft. Der erste Rugby-Test fand 1913 gegen Australien statt. Der erste Test im Cricket wurde im Januar 1930 zwischen Neuseeland und England ausgetragen, das erste One-Day International im Februar 1973 gegen Pakistan. Bei der Rugby-Union-Weltmeisterschaft 1987 wurden hier drei Gruppenspiele und ein Viertelfinale ausgetragen, beim Cricket World Cup 1992 zwei Gruppenspiele.